# Cupa României 1990/91
Der Cupa României in der Saison 1990/91 war das 53. Turnier um den rumänischen Fußballpokal. Sieger wurde zum fünften Mal Universitatea Craiova, das sich im Finale am 26. Juni 1991 gegen den FC Bacău durchsetzen konnte. Da Uni Craiova auch die Meisterschaft für sich entscheiden konnte, qualifizierte sich Bacău für den Europapokal der Pokalsieger. Titelverteidiger Dinamo Bukarest war im Viertelfinale gegen den neuen Titelträger ausgeschieden.

## Modus
Die Klubs der Divizia A stiegen erst in der Runde der letzten 32 Mannschaften ein. Im Achtelfinale fanden alle Spiele auf neutralem Platz statt. Es wurde jeweils nur eine Partie ausgetragen, Viertel- und Halbfinale wurde in Hin- und Rückspiel entschieden. Fand nur eine Partie statt und stand diese nach 90 Minuten unentschieden oder konnte in beiden Partien unter Berücksichtigung der Auswärtstorregel keine Entscheidung herbeigeführt werden, folgte eine Verlängerung von 30 Minuten. Falls danach noch immer keine Entscheidung gefallen war, wurde die Entscheidung im Elfmeterschießen herbeigeführt.

## Sechzehntelfinale
| Datum             |                               | Ergebnis              |                          |
| ----------------- | ----------------------------- | --------------------- | ------------------------ |
| 12. Dezember 1990 | Carpați Agnita                | 0:1                   | FC Bacău                 |
|                   | Unirea Alba Iulia             | 2:1 n. V.             | FCM Brașov               |
|                   | Minerul Băița                 | 0:1                   | FC Inter Sibiu           |
|                   | Cavalerii Fluierului Bistrița | 2:0                   | FCM Progresul Brăila     |
|                   | FEPA’74 Bârlad                | 0:0 n. V. (6:7 i. E.) | Petrolul Ploiești        |
|                   | Metrom Brașov                 | 0:0 n. V. (4:5 i. E.) | Rapid Bukarest           |
|                   | CFR-BTA Bukarest              | 0:2                   | FC Politehnica Timișoara |
|                   | Universitatea Cluj            | 2:1                   | Gloria Bistrița          |
|                   | Electroputere Craiova         | 0:1                   | Dinamo Bukarest          |
|                   | Oțelul Galați                 | 0:1 n. V.             | Universitatea Craiova    |
|                   | Foresta Gugești               | 1:2 n. V.             | FC Farul Constanța       |
|                   | Cimentul Voința Medgidia      | 0:3                   | Sportul Studențesc       |
|                   | FC Bihor Oradea               | 1:1 n. V. (2:3 i. E.) | Steaua Bukarest          |
|                   | Automecanica Reșița           | 1:0                   | Corvinul Hunedoara       |
|                   | Petrolul Stoina               | 1:2                   | FC Argeș Pitești         |
|                   | Mureșul Toplița               | 3:0                   | Jiul Petroșani           |

## Achtelfinale
| Datum            |                       | Ergebnis  |                               | Ort                   |
| ---------------- | --------------------- | --------- | ----------------------------- | --------------------- |
| 27. Februar 1991 | Steaua Bukarest       | 1:0       | Petrolul Ploiești             | Brăila                |
|                  | Universitatea Craiova | 3:2 n. V. | Rapid Bukarest                | Câmpulung Muscel      |
|                  | Unirea Alba Iulia     | 1:0       | Cavalerii Fluierului Bistrița | Cluj-Napoca           |
|                  | Dinamo Bukarest       | 3:1       | FC Politehnica Timișoara      | Drobeta Turnu Severin |
|                  | FC Bacău              | 1:0       | Mureșul Toplița               | Gheorgheni            |
|                  | FC Farul Constanța    | 4:0       | Arsenal Reșița 1              | Lugoj                 |
|                  | FC Inter Sibiu        | 2:1       | Sportul Studențesc            | Râmnicu Vâlcea        |
|                  | FC Argeș Pitești      | 1:0       | Universitatea Cluj            | Sibiu                 |

## Viertelfinale
Die Hinspiele fanden am 13. März 1991, die Rückspiele am 1. Mai 1991 statt.
|                    | Gesamt    |                       | Hinspiel | Rückspiel |
| ------------------ | --------- | --------------------- | -------- | --------- |
| Dinamo Bukarest    | 1:2       | Universitatea Craiova | 1:0      | 0:2 n. V. |
| Steaua Bukarest    | 2:4       | Unirea Alba Iulia     | 10:3 1   | 2:1       |
| FC Farul Constanța | (a)2:2(a) | FC Inter Sibiu        | 2:1      | 0:1       |
| FC Argeș Pitești   | 2:3       | FC Bacău              | 2:1      | 0:2       |

## Halbfinale
Die Hinspiele fanden am 8. Mai 1991, die Rückspiele am 29. Mai 1991 statt.
|                       | Gesamt |                   | Hinspiel | Rückspiel |
| --------------------- | ------ | ----------------- | -------- | --------- |
| Universitatea Craiova | 4:3    | Unirea Alba Iulia | 4:0      | 0:3       |
| FC Inter Sibiu        | 0:1    | FC Bacău          | 0:0      | 0:1       |

## Finale
| Paarung               | Universitatea Craiova – FC Bacău |
| Ergebnis              | 2:1 (0:0) |
| Datum                 | 26. Juni 1991 |
| Stadion               | Nationalstadion, Bukarest |
| Zuschauer             | 20.000 |
| Schiedsrichter        | Ion Crăciunescu (Râmnicu Vâlcea) |
| Tore                  | 1:0 Nicolae Zamfir (48.) 1:1 Vasile Jercălău (53.) 2:1 Nicolae Zamfir (64.) |
| Universitatea Craiova | Florin Prunea, Vasile Mănăilă, Emil Săndoi, Adrian Popescu, Daniel Mogoșanu, Gheorghe Ciurea, Ion Olaru, Nicolae Zamfir, Pavel Badea, Adrian Pigulea (87. Gheorghe Craioveanu), Roland Agalliu (46. Eugen Neagoe) Cheftrainer: Sorin Cârțu                 |
| FC Bacău              | Nicolaie Alexa, Vasile Jercălău, Cornel Fâșic, Constantin Arteni, Florin Ionescu, Gheorghe Burleanu, Sorin Condurache (81. Adrian Postolache), Marius Gireadă (78. Gheorghe Popa), Florin Hodină, Ionel Capușă, Neculai Haidău Cheftrainer: Mircea Nedelcu |
| Platzverweise         | keine – Nicolaie Alexa (77.) |